# ستيفان سيسينيون

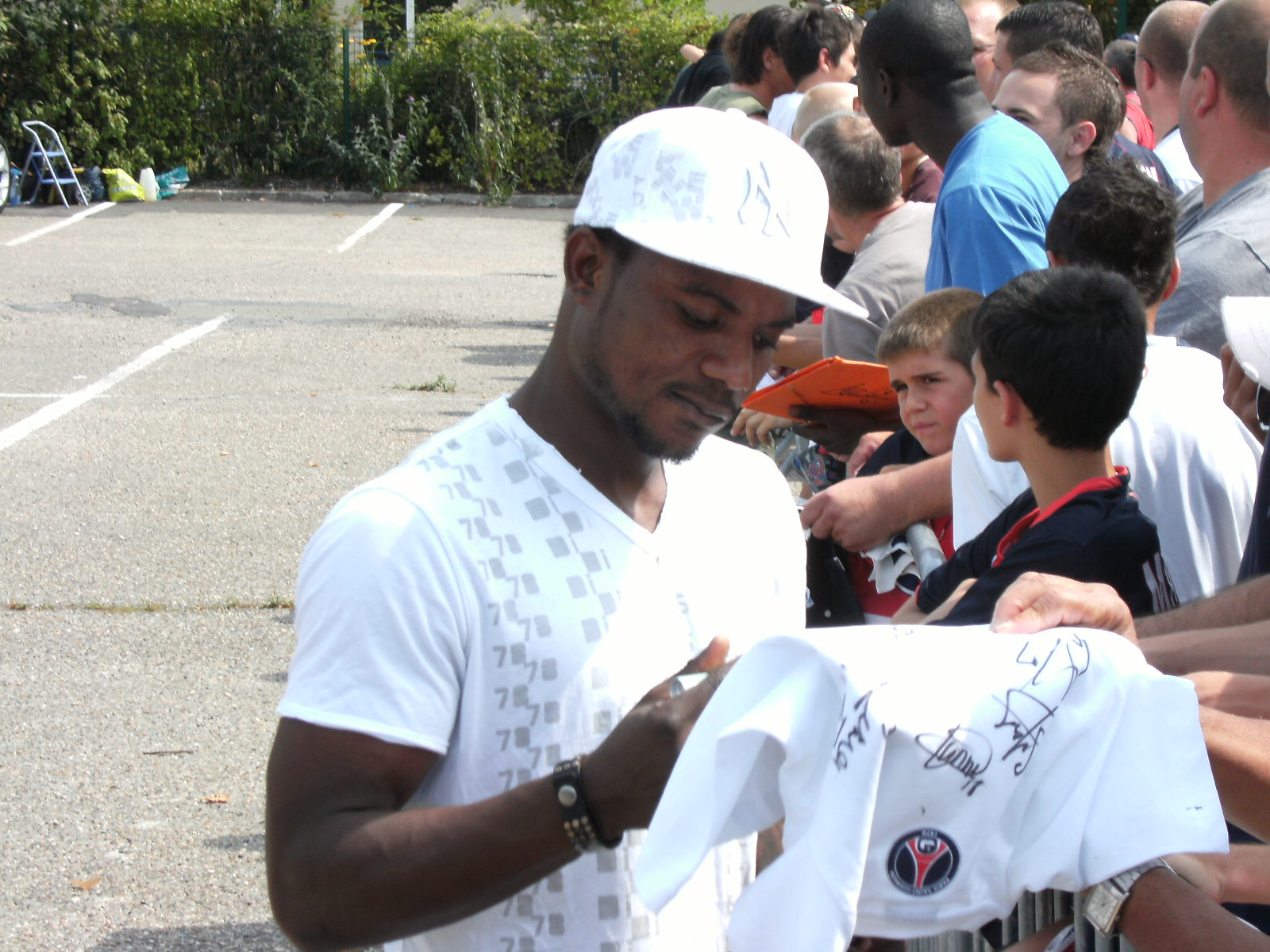
ستيفان سيسينيون

ستيفان سيسغنون Stéphane Sessegnon (بالفرنسية: Stéphane Sessègnon)‏، من مواليد 1 يونيو 1984 في ألاهي في بنين، لاعب كرة قدم بنيني.
بدأ مسيرته الكروية مع نادي ريكونس دي أتلانتيك في موسم 2003/2004، وفي عام 2004 انتقل إلى نادي سيرتيل الفرنسي، ولعب معهم حتى عام 2006، وشارك معهم في 68 مباراة وسجل 10 أهداف، ومنذ عام 2006 وهو يلعب مع نادي لي مان الفرنسي.
و هو يلعب مع منتخب بنين لكرة القدم.

## روابط خارجية
- ستيفان سيسينيون على موقع الاتحاد الأوربي (الإنجليزية)
- ستيفان سيسينيون على موقع اتحاد تركيا (لاعب) (الإنجليزية)
- ستيفان سيسينيون على موقع رابطة كرة القدم الفرنسية للمحترفين (الإنجليزية)
- ستيفان سيسينيون على موقع إي إس بي إن إف سي (الإنجليزية)
- ستيفان سيسينيون على موقع قاعدة بيانات كرة القدم.إي يو (الإنجليزية)
- ستيفان سيسينيون على موقع ليكيب (الفرنسية)
- ستيفان سيسينيون على موقع ناشيونال فوتبول تيمز (الإنجليزية)
- ستيفان سيسينيون على موقع Soccerbase.com (لاعب) (الإنجليزية)
- ستيفان سيسينيون على موقع Soccerway.com (الإنجليزية)
- ستيفان سيسينيون على موقع عالم كرة القدم.نت (الإنجليزية)